# Liste der Länderspiele der angolanischen Futsalnationalmannschaft der Frauen
Die nachfolgende Liste enthält alle Länderspiele der angolanischen Futsalnationalmannschaft der Frauen, die der Fußballverband von Angola, die Federação Angolana de Futebol (FAF), im Jahr 2011 gegründet hat. Futsal ist die einzige von der FIFA anerkannte Variante des Hallenfußballs. Bisher wurden fünf Länderspiele ausgetragen.

## Länderspielübersicht
Legende
- Erg. = Ergebnis
- n. V. = nach Verlängerung
- i. S. = im Sechsmeterschießen
- abg. = Spielabbruch
- H = Heimspiel
- A = Auswärtsspiel
- * = Spiel auf neutralem Platz
- Hintergrundfarbe grün = Sieg
- Hintergrundfarbe gelb = Unentschieden
- Hintergrundfarbe rot = Niederlage

| Nr.                    | Datum      | Erg. | Gegner      |   | Austragungsort                          | Anlass                           | Bemerkungen |
| ---------------------- | ---------- | ---- | ----------- | - | --------------------------------------- | -------------------------------- | --- |
| 1                      | 05.12.2011 | 1:7  | Spanien     | * | Fortaleza (BRA), Ginásio Paulo Sarasate | Weltmeisterschaft 2011- Endrunde | Erstes Spiel auf neutralem Platz Erste Niederlage Erste Niederlage auf neutralem Platz Höchste Niederlage auf neutralem Platz Erstes Länderspiel gegen Spanien |
| 2                      | 06.12.2011 | 0:4  | Venezuela   | * | Fortaleza (BRA), Ginásio Paulo Sarasate | Weltmeisterschaft 2011- Endrunde | Erstes Länderspiel gegen Venezuela |
| 3                      | 07.12.2011 | 0:12 | Brasilien   | A | Fortaleza (BRA), Ginásio Paulo Sarasate | Weltmeisterschaft 2011- Endrunde | Erstes Auswärtsspiel Erste Auswärtsniederlage Höchste Niederlage Höchste Auswärtsniederlage Erstes Länderspiel gegen Brasilien                                 |
| 4                      | 08.12.2011 | 1:5  | Argentinien | * | Fortaleza (BRA), Ginásio Paulo Sarasate | Weltmeisterschaft 2011- Endrunde | Erstes Länderspiel gegen Argentinien |
| 5                      | 09.12.2011 | 2:6  | Venezuela   | * | Fortaleza (BRA), Ginásio Paulo Sarasate | Weltmeisterschaft 2011- Endrunde | |
| Stand: 24. August 2018 |            |      |             |   |                                         |                                  | |

## Statistik
In der Statistik werden nur die offiziellen Länderspiele berücksichtigt.
Legende
- Sp. = Spiele
- Sg. = Siege
- Uts. = Unentschieden
- Ndl. = Niederlagen
- Hintergrundfarbe grün = positive Bilanz
- Hintergrundfarbe gelb = ausgeglichene Bilanz
- Hintergrundfarbe rot = negative Bilanz

### Gegner
| Land        | Kontinentalverband | Sp. | Sg. | Uts. | Ndl. | Torverhältnis |
| ----------- | ------------------ | --- | --- | ---- | ---- | ------------- |
| Argentinien | CONMEBOL           | 1   | 0   | 0    | 1    | 1:5           |
| Brasilien   | CONMEBOL           | 1   | 0   | 0    | 1    | 00:12         |
| Spanien     | UEFA               | 1   | 0   | 0    | 1    | 1:7           |
| Venezuela   | CONMEBOL           | 2   | 0   | 0    | 2    | 02:10         |
| Gesamt      | Gesamt             | 5   | 0   | 0    | 5    | 04:34         |

### Kontinentalverbände
| Kontinentalverband                 | Sp.           | Sg.           | Uts.          | Ndl.          | Torverhältnis |
| ---------------------------------- | ------------- | ------------- | ------------- | ------------- | ------------- |
| AFC (Asien)                        | 0             | 0             | 0             | 0             | 0:0           |
| CAF (Afrika)                       | nicht möglich | nicht möglich | nicht möglich | nicht möglich | nicht möglich |
| CONCACAF (Nord- und Mittelamerika) | 0             | 0             | 0             | 0             | 0:0           |
| CONMEBOL (Südamerika)              | 4             | 0             | 0             | 4             | 03:27         |
| OFC (Ozeanien)                     | 0             | 0             | 0             | 0             | 0:0           |
| UEFA (Europa)                      | 1             | 0             | 0             | 1             | 1:7           |
| Gesamt                             | 5             | 0             | 0             | 5             | 04:34         |

### Anlässe
| Anlass                            | Sp. | Sg. | Uts. | Ndl. | Torverhältnis |
| --------------------------------- | --- | --- | ---- | ---- | ------------- |
| Weltmeisterschaft-Endrundenspiele | 5   | 0   | 0    | 5    | 04:34         |
| Freundschaftsspiele               | 0   | 0   | 0    | 0    | 0:0           |
| Gesamt                            | 5   | 0   | 0    | 5    | 04:34         |

### Spielarten
| Spielart                       | Sp. | Sg. | Uts. | Ndl. | Torverhältnis |
| ------------------------------ | --- | --- | ---- | ---- | ------------- |
| Heimspiele (H)                 | 0   | 0   | 0    | 0    | 0:0           |
| Spiele auf neutralem Platz (*) | 4   | 0   | 0    | 4    | 04:22         |
| Auswärtsspiele (A)             | 1   | 0   | 0    | 1    | 00:12         |
| Gesamt                         | 5   | 0   | 0    | 5    | 04:34         |

### Austragungsorte
| Austragungsort | Land      | Sp. | Sg. | Uts. | Ndl. | Torverhältnis |
| -------------- | --------- | --- | --- | ---- | ---- | ------------- |
| Fortaleza      | Brasilien | 5   | 0   | 0    | 5    | 04:34         |
| Gesamt         | Gesamt    | 5   | 0   | 0    | 5    | 04:34         |

### Spielergebnisse
|      | Gegentore | Gegentore | Gegentore | Gegentore | Gegentore | Gegentore | Gegentore | Gegentore | Gegentore | Gegentore | Gegentore | Gegentore | Gegentore |
| Tore | 0         | 1         | 2         | 3         | 4         | 5         | 6         | 7         | 8         | 9         | 10        | 11        | 12        |
| ---- | --------- | --------- | --------- | --------- | --------- | --------- | --------- | --------- | --------- | --------- | --------- | --------- | --------- |
| 0    | –         | –         | –         | –         | 1         | –         | –         | –         | –         | –         | –         | –         | 1         |
| 1    | –         | –         | –         | –         | –         | 1         | –         | 1         | –         | –         | –         | –         | –         |
| 2    | –         | –         | –         | –         | –         | –         | 1         | –         | –         | –         | –         | –         | –         |